# Hu Yadong
Hu Yadong (kinesiska: 胡 亞東), född den 3 oktober 1968, är en kinesisk roddare.
Hon tog OS-brons i fyra utan styrman i samband med de olympiska roddtävlingarna 1988 i Seoul.